# Huehue Zaca
Huehue Zaca (Çaca; pronunciato: ˈweːweʔ ˈsaka) o Zacatzin (Çacatzin; pronunciato: [saˈkatsiːn]) (fl. XV secolo) è stato un nobile e guerriero azteco del XV secolo che occupò il ruolo di  tlacateccatl ("capitano generale") durante il regno di Motecuhzoma I. Il nome Zaca deriva probabilmente dal nahuatl zacatl, che significa "erba"; -tzin è un titolo onorifico o suffisso reverenziale. Huehue è il termine nahuatl per "il Vecchio".

## Biografia
Zaca fu il quarto figlio di re Huitzilíhuitl. La madre era Miyahuaxochtzin, sorella di Tlacacuitlahuatzin, re di Tiliuhcan. Fu quindi il fratello minore di re Chimalpopoca, ed il giovane fratellastro di Montezuma e del cihuacoatl Tlacaelel.
Si dice che Montezuma abbia fatto giustiziare Zaca per aver cantato e suonato i tamburi troppo rumorosamente.
Zaca ebbe due figli: Tzontemoc, che fu tlacateccatl sotto i successori di Montezuma Axayacatl e Tízoc; e Huitzilatzin, nominato da Axayacatl come primo tlatoani di Huitzilopochco (oggi noto come Churubusco), una città nei pressi di Chalco i cui abitanti si dice fossero cannibali prima del governo azteco. Un discendente di Zaca per mezzo del figlio Huitzilatzin, Hernando Huehue Cetochtzin, fu catturato con molti altri nobili indigeni (tra cui Cuauhtémoc) dal conquistador Hernán Cortés durante la sua spedizione in Honduras (Huey Mollan), nel corso della quale morì.